# Rens van Eijden
Rens van Eijden (* 3. März 1988 in Oss) ist ein niederländischer Fußballspieler, der seit 2018 bei NEC Nijmegen unter Vertrag steht.

## Karriere

### Verein
Rens van Eijden wechselte bereits in der D-Jugend zum niederländischen Spitzenverein PSV Eindhoven und durchlief anschließend alle Jugendabteilungen. In den Jahren 2006 bis 2008 spielte er für Jong PSV, die zweite Mannschaft des Vereins. Bereits am 11. April 2007 spielte er erstmals für die Profimannschaft der PSV Eindhoven in der UEFA Champions League auswärts beim FC Liverpool. Dennoch dauerte es bis April 2008, bis van Eijden seinen ersten Profivertrag bei den Niederländern erhielt.
Für die Saison 2008/09 war er an den Erstligisten Willem II Tilburg ausgeliehen, für den er am 14. September 2008 beim 3:1-Auswärtserfolg bei NAC Breda sein erstes Spiel in der Ehrendivision machte. Nach guten Leistungen in der Liga wurde van Eijden zur Saison 2009/10 von NEC Nijmegen verpflichtet.

### Nationalmannschaft
2009 wurde Rens van Eijden in den Kader der U-21 für das Turnier von Toulon berufen. Bereits 2008 gab er sein Debüt in der B-Mannschaft der Oranje.